# Estação Tribunales
A Estação Tribunales é uma das estações do Metro de Buenos Aires, situada em Buenos Aires, entre a Estação 9 de Julio e a Estação Callao. Faz parte da Linha D.
Foi inaugurada em 3 de junho de 1937. Localiza-se no cruzamento da Rua 9 de Julio com a Rua Tucumán. Atende o bairro de San Nicolás.